# 雅各布·德巴尔巴里
雅各布·德巴尔巴里（Jacopo de' Barbari，1440年—1516年），文艺复兴时期欧洲艺术家。他出生于威尼斯，在此人称「雅各布·瓦尔希」，他的一生大部分时间在此工作。作为一个版画家和画家。他一度成为皇帝马克西米连一世的宫廷画家，后又在布鲁塞尔为奥地利的玛格丽特效力。